# Dave Dear
Dave Dear (eigentlich David Glyndwr Dear; * 8. Juni 1946 in Romsey) ist ein ehemaliger britischer Sprinter.
1966 schied er bei den British Empire and Commonwealth Games in Kingston über 220 Yards im Halbfinale aus und wurde Siebter mit der englischen 4-mal-110-Yards-Stafette.
Bei den Leichtathletik-Europameisterschaften 1969 in Athen erreichte er über 200 m das Halbfinale und scheiterte mit der britischen Mannschaft im Vorlauf der 4-mal-100-Meter-Staffel.
1970 gewann er bei den British Commonwealth Games in Edinburgh Bronze mit der englischen 4-mal-100-Meter-Stafette und schied über 200 m erneut im Halbfinale aus.
Bei den Olympischen Spielen 1972 in München gelangte er in der 4-mal-100-Meter-Staffel ins Halbfinale.
1969 wurde er Englischer Meister über 200 m, 1965 und 1966 Englischer Hallenmeister über 220 Yards.

## Persönliche Bestzeiten
- 100 m: 10,4 s, 26. Juli 1969, Cardiff
- 200 m: 21,31 s, 15. Juli 1972, London